# Experiment (lokomotiva)

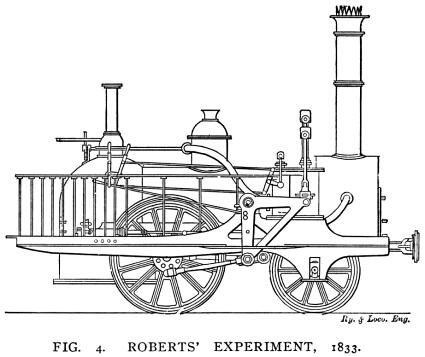
EXPERIMENT

Experiment byla parní lokomotiva z roku 1833 postavená Richardem Robertsem.
Měla svislé válce. Síla se z pístnic přenášela zalomenými pákami na spojovací tyče klikového mechanizmu, umístěných vně kol hnaného dvojkolí. Zajímavostí je použití pístových ventilů. Stroj byl v provozu pouze několik měsíců. Podobné stroje byly postaveny pro Dundee Railway a Newtyle Railway ve Skotsku pod názvem "Earl Airlinea". Ačkoliv stroje přitahovaly značnou pozornost, i jejich provoz byl ukončen po několika měsících.
Lomená páka se pro přenos síly používala i nadále pro některé typy lokomotiv. Skutečná potíž s touto lokomotivou spočívala v použití pístových ventilů pro rozvod páry, které trpěly konstrukční syrovostí.